# Betty Cuthbert
Pour les articles homonymes, voir Cuthbert.

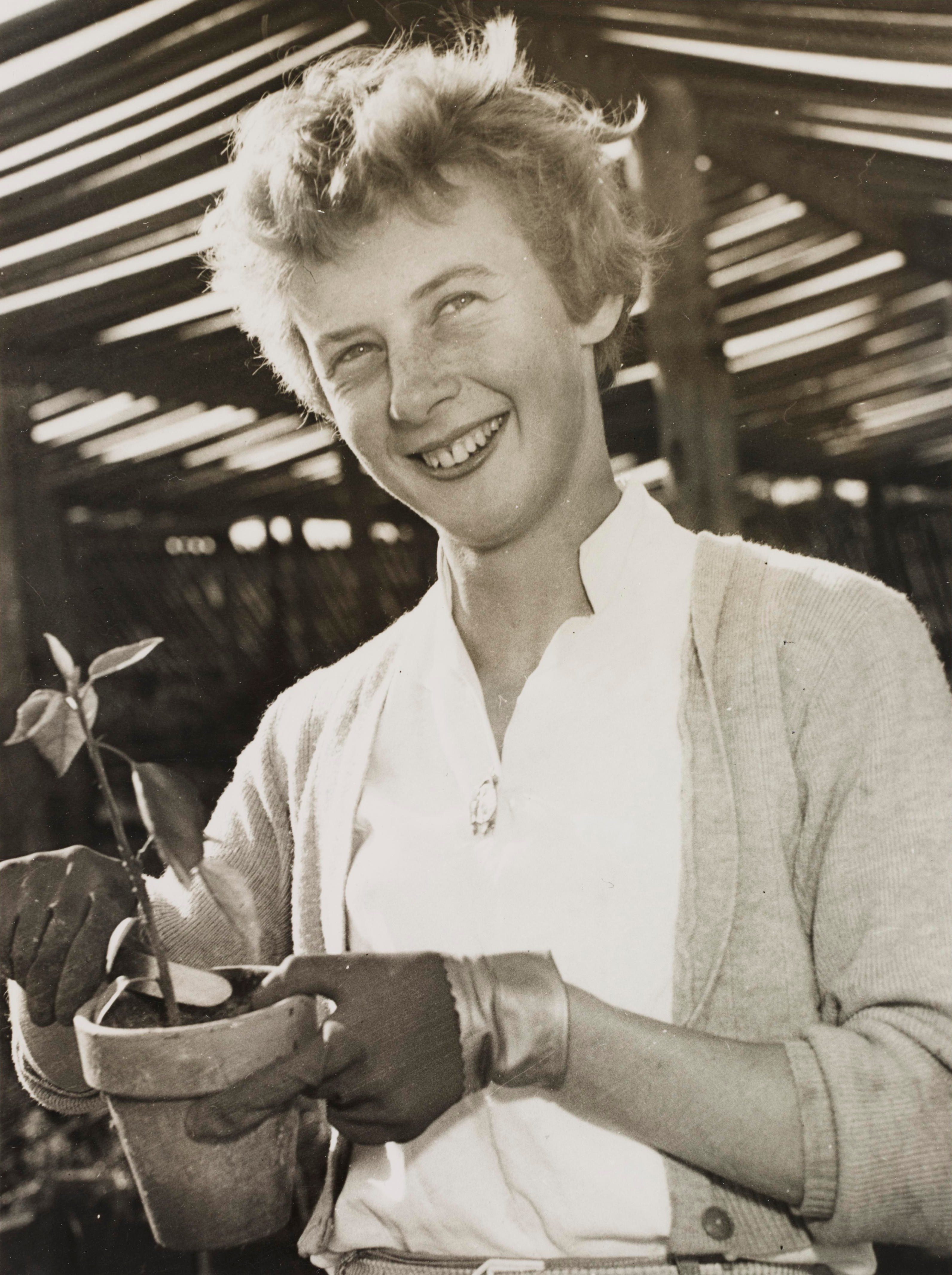
Betty Cuthbert dans les années 1950.

Elizabeth Alise Cuthbert, dite Betty Cuthbert, née le 20 avril 1938 à Sydney en Nouvelle-Galles du Sud et morte le 6 août 2017 à Mandurah (Australie-Occidentale), est une athlète australienne, quadruple championne olympique.

## Biographie
À 18 ans, Betty Cuthbert améliorait le record du monde du 200 m, faisant d'elle la favorite du 200 m des Jeux olympiques d'été de 1956 à Melbourne. Cuthbert atteignait la finale du 100 m alors que la détentrice du record du monde du 100 m, Shirley Strickland de la Hunty était éliminée en série. Cuthbert remporta la finale devant Christa Stubnick et Marlene Mathews et renforça son statut de grande favorite du 200 m. Elle répondit aux attentes en étant sacrée à nouveau devant Stubnick et Mathews, recevant ainsi le surnom de Golden Girl. Elle remporta une troisième médaille d'or avec le relais 4 × 100 m, établissant un nouveau record du monde.
Cuthbert participa également aux Jeux olympiques d'été de 1960 à Rome mais après une décevante élimination en série du 100 m, handicapée par une blessure, elle dut se résoudre à observer le triplé de l'Américaine Wilma Rudolph qui remportait à la fois le 100 m, 200 m et 4 × 100 m. Cuthbert se retira de la compétition après les Jeux.
Sa retraite ne dura pas longtemps puisqu'elle reprit la compétition pour les jeux de l'Empire britannique et du Commonwealth de 1962 à Perth où elle remporta le titre en relais. Après cette compétition, elle se concentra sur le 400 m et participa sur cette distance aux Jeux olympiques d'été de 1964 à Tokyo. C'était la première fois que le 400 m féminin était au programme des Jeux olympiques. Bien que peu impressionnante en série, Cuthbert remporta le titre devant la Britannique Ann Packer. Elle devenait ainsi la seule athlète de l'histoire, hommes ou femmes, à avoir obtenu les titres olympiques sur 100 m, 200 m et 400 m en individuel. Elle arrêta la compétition après ces jeux.
Elle portait la torche olympique lors de la cérémonie d'ouverture des Jeux olympiques de 2000 à Sydney lors du dernier tronçon peu avant que Cathy Freeman n'allume la flamme olympique.
En mars 2012, elle est l'une des 12 premières athlètes à être intronisée au Temple de la renommée de l'IAAF.
Elle est décédée à l'âge de 79 ans, le 6 août 2017, après un long combat contre la sclérose en plaques,.

## Palmarès
| Date | Compétition                                     | Lieu      | Résultat | Épreuve   | Performance |
| ---- | ----------------------------------------------- | --------- | -------- | --------- | ----------- |
| 1956 | Jeux olympiques d'été                           | Melbourne | 1re      | 100 m     | 11 s 5      |
| 1956 | Jeux olympiques d'été                           | Melbourne | 1re      | 200 m     | 23 s 4      |
| 1956 | Jeux olympiques d'été                           | Melbourne | 1re      | 4 × 100 m | 44 s 5      |
| 1958 | Jeux de l'Empire britannique et du Commonwealth | Cardiff   | 4e       | 100 y     | 10 s 84     |
| 1958 | Jeux de l'Empire britannique et du Commonwealth | Cardiff   | 2e       | 220 y     | 23 s 77     |
| 1958 | Jeux de l'Empire britannique et du Commonwealth | Cardiff   | 2e       | 4 × 110 y | 46 s 12     |
| 1962 | Jeux de l'Empire britannique et du Commonwealth | Perth     | 5e       | 220 y     | 24 s 80     |
| 1962 | Jeux de l'Empire britannique et du Commonwealth | Perth     | 1re      | 4 × 110 y | 46 s 71     |
| 1964 | Jeux olympiques d'été                           | Tokyo     | 1re      | 400 m     | 52 s 0      |

## Records

### Records personnels
| Épreuve | Performance | Lieu      | Date              |
| ------- | ----------- | --------- | ----------------- |
| 100 m   | 11 s 4      | Melbourne | 24 novembre 1956  |
| 200 m   | 23 s 2      | Sydney    | 16 septembre 1956 |
| 400 m   | 52 s 0      | Tokyo     | 17 octobre 1964   |

### Records du monde battus
- Record du monde du 200 m en 23 s 2, le 16 septembre 1956 à Sydney (amélioration du record détenu par Marjorie Jackson, sera battu par Wilma Rudolph).
- Record du monde du relais 4 × 100 m avec Norma Croker, Fleur Mellor et Shirley Strickland en 44 s 9, le 1er décembre 1956 à Melbourne (amélioration du record détenu par le relais allemand composé de Fisch-Köhler-Stubnick-Mayer, égalé dans la même course par un autre relais allemand composé de Sander-Köhler-Stubnick-Mayer).
- Record du monde du relais 4 × 100 m avec Norma Croker, Fleur Mellor et Shirley Strickland en 44 s 5, le 1er décembre 1956 à Melbourne (amélioration du record établi le jour même au tour précédent, sera battu par un relais américain composé de Williams-Jones-Hudson-Rudolph).